# 베이양 대학
베이양 대학(北洋大學)은 중화인민공화국의 허베이성 공립 대학교였다.
베이양 대학(北洋大學)은 중국 청나라 말기 시대이던 1895년 10월 2일을 기하여 허베이성 공립 톈진 허베이 서학학당(天津河北西學學堂)으로 첫 개교되었다가 그 후 중화민국 대륙 본토 국민정부 시대였던 1943년에 베이양 대학교(北洋大學校)로 교명 개칭하였으며 이후 중공 정권 초기 시대이던 1951년 10월 18일을 기하여 허베이 공업대학교(河北工業大學校)에 흡수 통폐합되었다.